# FutureWave Software
FutureWave Software fou una companyia de desenvolupament de Software basada a Sant Diego, Califòrnia, als Estats Units. La companyia va ser fundada per Charlie Jackson, Jonathan Gay, i Michelle Welsh al principi de 1993. La directora de màrqueting era Michelle Welsh que també provenia de Silicon Beach Software, més tard Aldus.
El primer producte de la companyia va ser el SmartSketch, un programari de dibuix per al PenPoint US i el EO Personal Communicator. Al no triomfar el Pen Computing, SmartSketch va ser convertit a les plataformes Windows i Macintosh. i finalment venut a Broderbund Software. A mesura que Internet es va fer més popular, FutureWave es va adonar del potencial d'una eina d'animació vectorial basada en la web que podia desafiar la tecnologia Shockwave de Macromedia. El 1995, FutureWave va modificar SmartSketch i afegir-hi característiques d'animació de fotograma a fotograma. Va ser rellançat com FutureSplash Animator per Macintosh i PC. Per aquell temps, la companyia va afegir un segon programador, Robert Tatsumi, l'artista Adam Grofcsik, i l'especialista en relacions públiques Ralph Mittman.
El FutureSplash Animator va sortir al mercat al maig de 1996. Al desembre de 1996, FutureWave va ser adquirida per Macromedia, que va canviar el nom de l'editor d'animació a Macromedia Flash.